# Wilhelm List
Wilhelm List, nemški feldmaršal, * 14. maj 1880, Oberkirch, † 16. avgust 1971, Garmisch-Partenkirchen.
List je nastopil v vojaško službo leta 1898 in je bil udeležen v obeh svetovnih vojnah. V prvi svetovni vojni je bil štabni častnik in je v vojski ostal tudi po vojni. Leta 1930 je pridobil generalski čin in je nato v drugi svetovni vojni poveljeval armadam. Leta 1939 je vodil 14. armado pri napadu na Poljsko, nato je prevzel poveljstvo nad 12. armado in z njo sodeloval leta 1940 pri napadu na Francijo in leta 1941 pri vdoru na Balkan, v Jugoslavijo in Grčijo. Leta 1942 je vodil Armadno skupino A v boju z Sovjeti, ki je vdrla vse do Kavkaza in Čečenije. Septembra 1942 je prišel v navzkrižje s Hitlerjem glede poteka ofenzive in bil posledično odstavljen. Pri Hitlerju se je toliko zameril, da mu ta od tedaj ni dal nobene nove naloge, enostavno ga je pustil v rezervi. Po vojni so ga obsodili zaradi odgovornosti pri pobojih talcev na Balkanu leta 1941. Dobil je dosmrtni zapor vendar so ga zaradi slabega zdravja izpustili leta 1952. Umrl je leta 1971 v 91. letu starosti.